# Arthemis
Arthemis – włoski zespół muzyczny, założony w 1994. Do płyty Black Society włącznie utrzymywali styl i brzmienie charakterystyczne dla power metalu, jednak od wydania płyty Scars On Scars w roku 2010 słychać wyraźne wpływy thrash metalu.

## Muzycy
Obecny skład zespołu
- Alessio Garavello - śpiew
- Andrea Martognelli - gitara
- Matteo Ballottari - gitara
- Matteo Galbier - gitara basowa
- Paolo Perazzani - perkusja

Byli członkowie
- Alberto Caria - śpiew
- Alessio Turrini - perkusja

## Dyskografia
- Church Of The Holy Ghost (1999)
- The Damned Ship (2001)
- Golden Dawn (2003)
- Back from the Heat (2005)
- Return to Church of Holy Ghost (2005)
- Black Society (2008)
- Scars On Scars (2010)